# La grande rapina di Long Island (film 1968)
La grande rapina di Long Island (Tiger by the Tail) è un film del 1968 diretto da R.G. Springsteen.